# Blepephaeus indicus
Blepephaeus indicus är en skalbaggsart som beskrevs av Stefan von Breuning 1935. Blepephaeus indicus ingår i släktet Blepephaeus och familjen långhorningar.
Artens utbredningsområde är Burma. Inga underarter finns listade.